# Foametea din 1921-1922 din Rusia

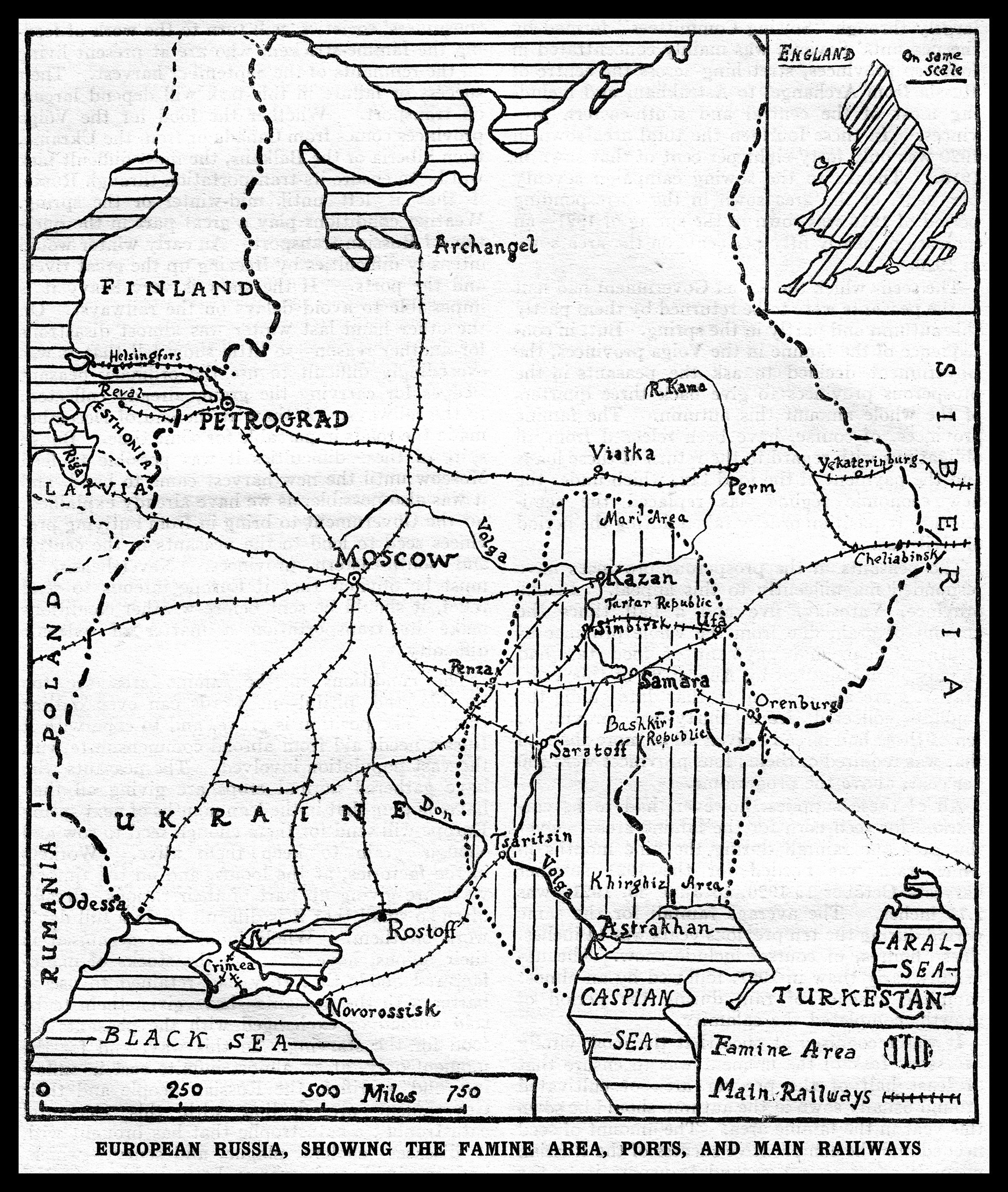
Zona afectată de foamete în toamna anului 1921

Foametea din Rusia din 1921–1922, cunoscută și sub denumirea de foametea din Povoljie (în rusă Голод в Поволжье, transliterat: Golod v Povoljie, „foametea din regiunea Volgăi”), a fost o foamete severă în Republica Socialistă Federativă Sovietică Rusă, care a început la începutul primăverii anului 1921 și a durat până în 1922. Foametea a rezultat din efectele combinate ale secetei severe, efectele continuate ale Primului Război Mondial, tulburările economice ale Revoluției Ruse, Războiului Civil Rus și eșecurilor politicii guvernamentale a comunismului de război (în special prodrazviorstka⁠(d)). A fost exacerbată de sistemele feroviare care nu puteau distribui alimente în mod eficient.
Foametea s-a soldat cu moartea a aproximativ cinci milioane de oameni și a afectat în principal regiunile Volga și Ural. Mulți dintre cei înfometați au recurs la canibalism⁠(d). Focarele de boli precum holera și tifosul au fost și ele factori care au contribuit la creșterea numărului de victime ale foametei.

## Originile

Teatrul European al Războiului Civil Rus în anii 1918–1919

Înainte de a începe foametea, Rusia a suferit trei ani și jumătate în Primul Război Mondial și, în plus, în Războiul Civil din 1918–1920, multe dintre lupte având loc în interiorul Rusiei. Au fost 7–12 milioane de victime în timpul Războiului Civil, majoritatea civili. Istoricii au remarcat că atât consiliile guvernamentale din Rusia țaristă, cât și alte partide de opoziție pledaseră pentru rechiziționarea alimentelor înainte de ascensiunea bolșevicilor.
Înainte de foamete, toate părțile din Războiul Civil din 1918–1921 (bolșevicii, albii, anarhiștii și naționalitățile secesionare) se aprovizionaseră confiscând hrana de la cei care o cultivau, și distribuind-o armatelor și susținătorilor lor, și refuzând-o dușmanilor. Guvernul bolșevic a rechiziționat provizii de la țărănime pentru bani puțini sau nimic, ceea ce i-a determinat pe țărani să-și reducă drastic producția de recolte.
Ajutorul din afara Rusiei sovietice a fost inițial respins. Administrația Americană de Ajutorare⁠(d) (ARA), pe care Herbert Hoover a format-o pentru a ajuta victimele foametei cauzate de Primul Război Mondial, i-a oferit asistență lui Lenin în 1919 cu condiția să aibă putere de decizie în ce privește rețeaua feroviară rusă pentru a împărți hrana imparțial tuturor. Lenin a refuzat aceasta, denunțând-o ca „amestec în afacerile interne” ale Rusiei.
Lenin s-a lăsat în cele din urmă convins de foamete, de Rebeliunea de la Kronstadt, de revoltele țărănești la scară largă, cum ar fi Răscoala din Tambov și de eșecul unei greve generale⁠(d) germane de a-și inversa politica în țară și în străinătate. El a decretat Noua Politică Economică la 15 martie 1921.
Foametea a contribuit și la producerea unei deschideri către Occident. Lenin a permis acum organizațiilor de ajutorare să aducă ajutoare. Ajutorul de război nu mai era necesar în Europa de Vest, iar ARA avea o organizație înființată în Polonia care ameliorează foametea de acolo, care începuse în iarna anilor 1919–1920.

## Canibalism

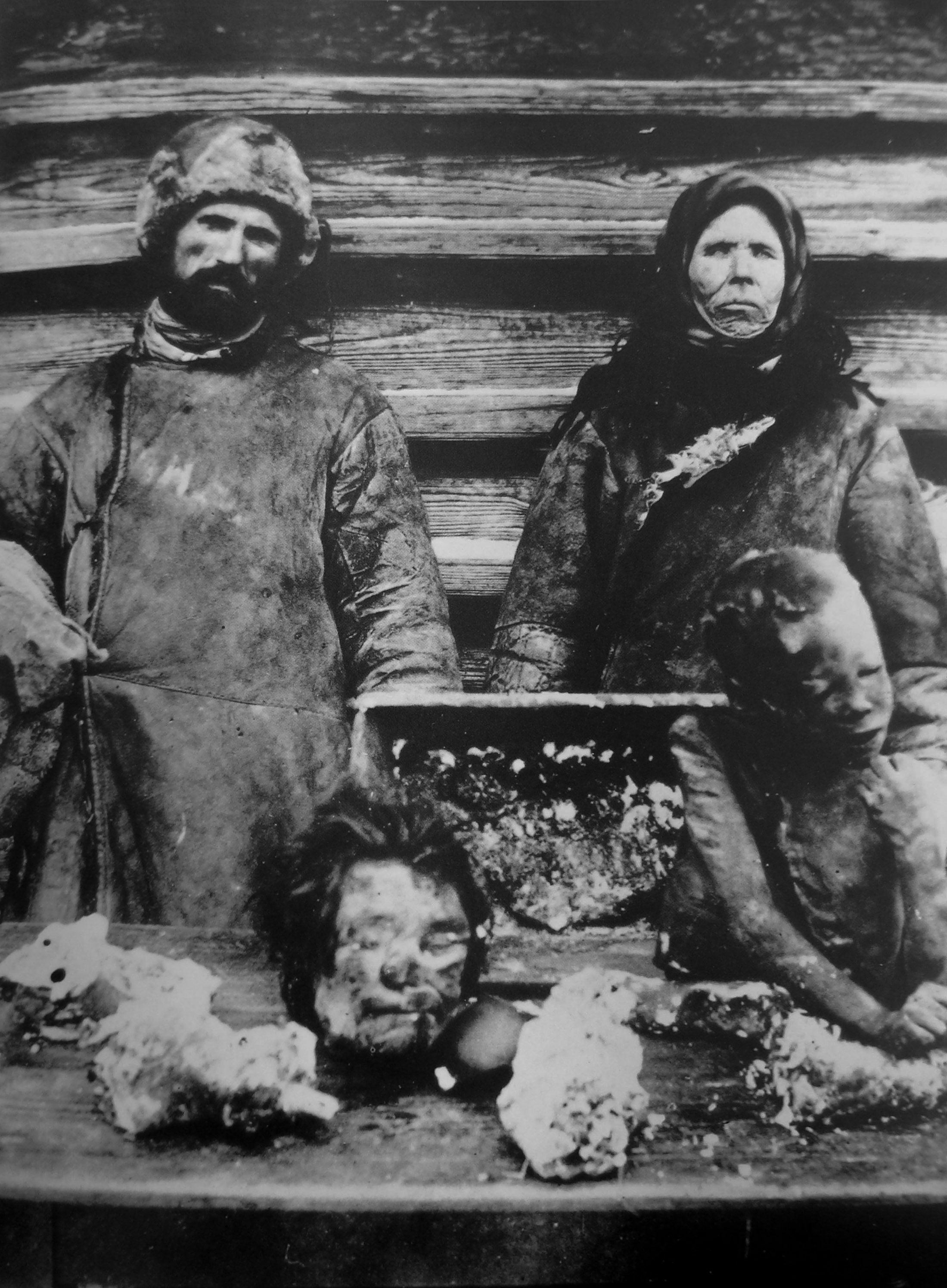
în Samara în timpul foametei

Situația a devenit atât de disperată încât o minoritate considerabilă a celor înfometați a recurs la canibalism. Potrivit istoricului Orlando Figes⁠(d), au fost raportate „mii de cazuri”, numărul cazurilor care nu au fost niciodată raportate cu siguranță și mai mare. În Samara, „zece măcelării au fost închise pentru vânzarea de carne umană”. În Pugaciov, „era periculos pentru copii să iasă după lăsarea întunericului, deoarece se știa că există trupe de canibali și negusroi care îi omorau pentru a-i mânca sau a le vinde carnea fragedă”. Un locuitor al unui sat din apropiere a declarat: „Există mai multe cantine în sat – și toate servesc copii mici”.

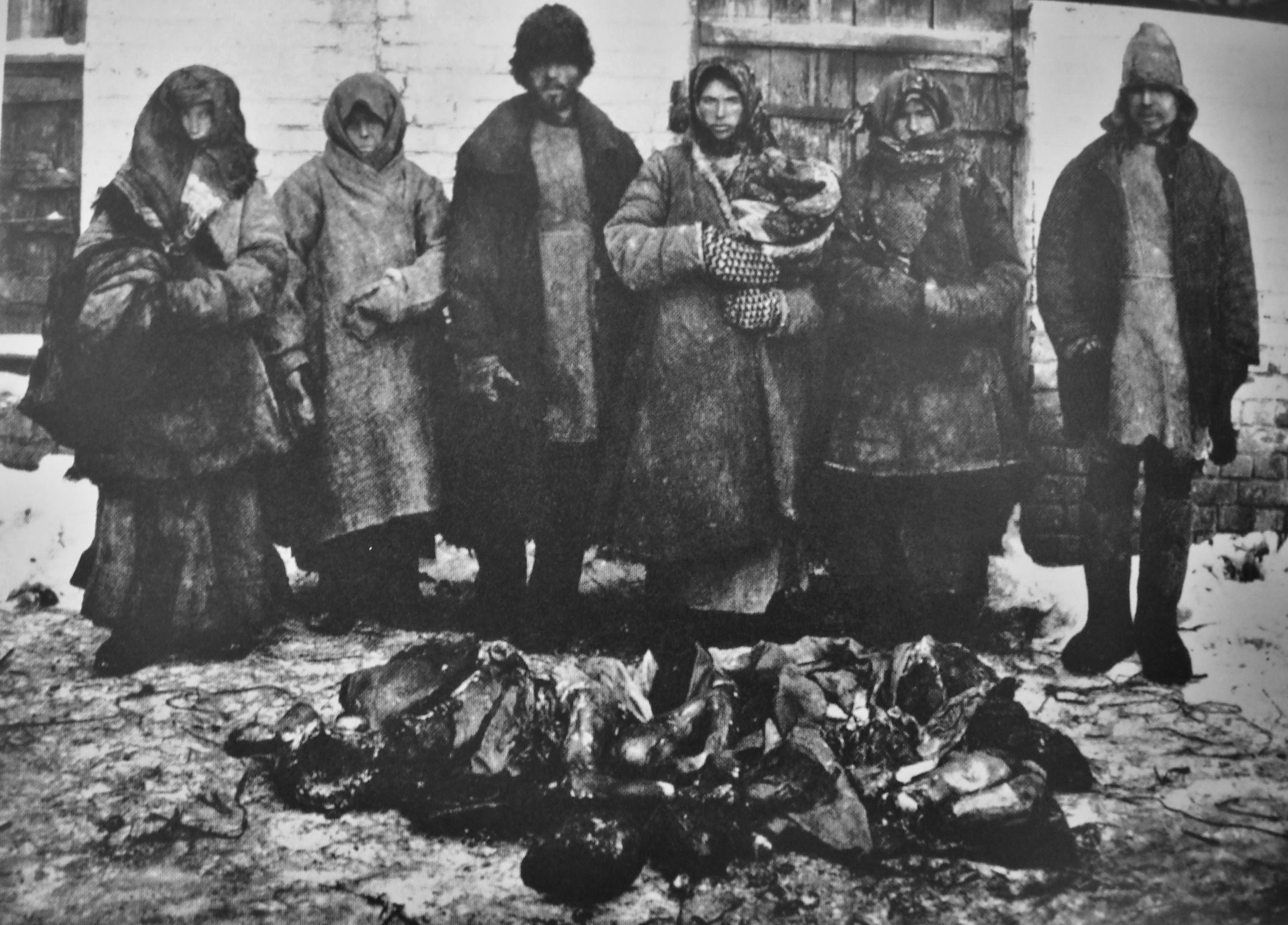
Șase țărani din Buzuluk și rămășițele oamenilor pe care îi mâncaseră în timpul foametei

Aceasta nu a fost o excepție – Figes estimează „că o proporție considerabilă din carnea din fabricile sovietice din zona Volga ... era carne de om.” Diverse bande s-au specializat în „capturarea copiilor, uciderea lor și vânzarea cărnii umane sub formă de carne de cal sau de vită”, cumpărătorii fiind bucuroși că au găsit o sursă de carne într-o situație de deficit extrem și deseori dornici a nu „pune prea multe întrebări”.

## Efort de ameliorare

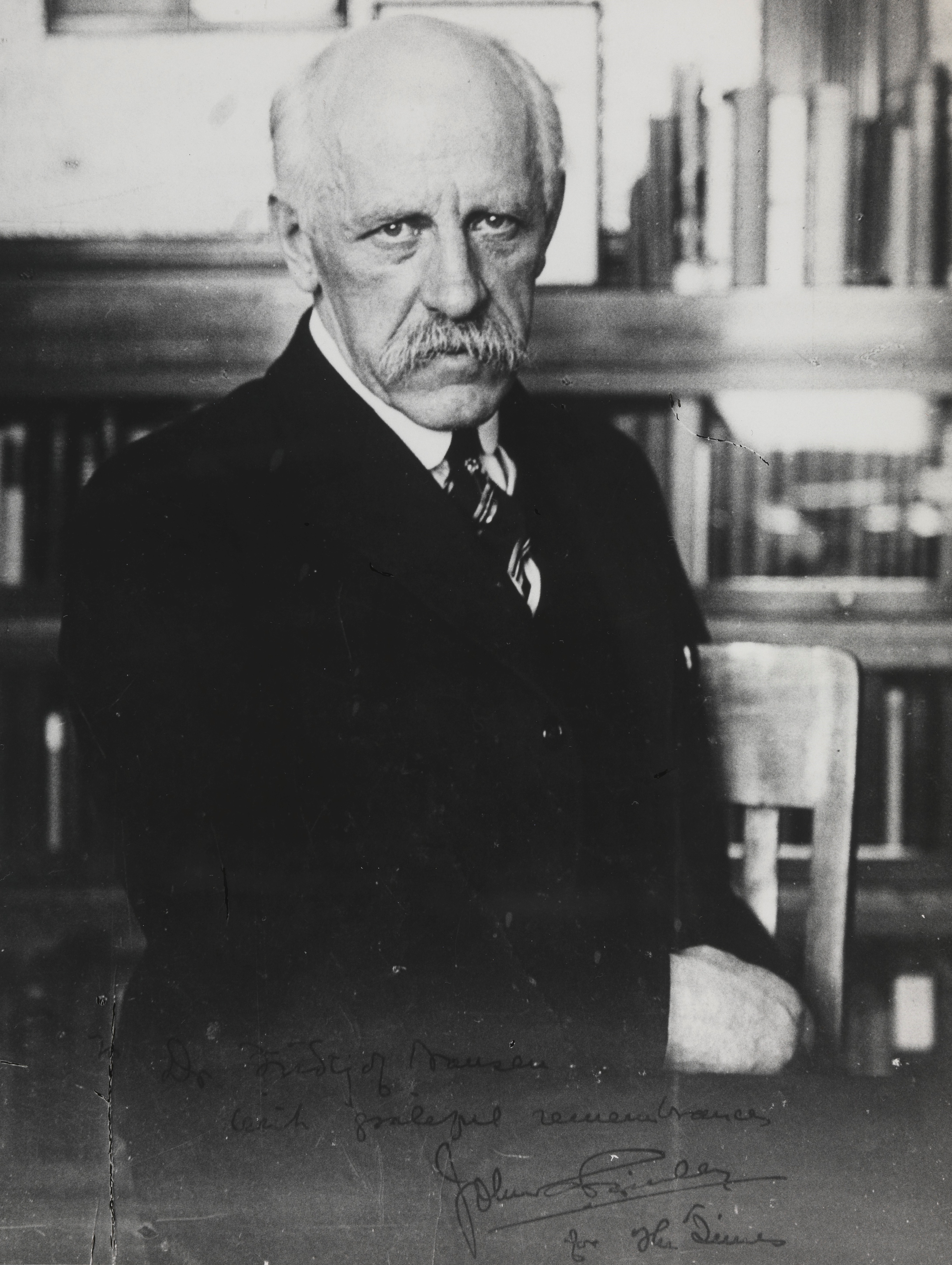
Exploratorul și diplomatul norvegian Fridtjof Nansen a fost onorat cu Premiul Nobel pentru Pace în 1922, în parte pentru munca sa ca Înalt Comisar pentru Ajutorare în Rusia.

În vara anului 1921, în timpul uneia dintre cele mai grave foamete din istorie, Vladimir Lenin, șeful noului guvern sovietic, împreună cu Maxim Gorki, au făcut apel într-o scrisoare deschisă către „toți europenii și americanii cinstiți” să „dea pâine și medicamente". Într-o scrisoare deschisă către toate națiunile, din 13 iulie 1921, Gorki a descris eșecul recoltei care a adus țara sa în pragul foametei. Herbert Hoover, care mai târziu avea să devină președintele SUA, a răspuns imediat, iar negocierile cu Rusia au avut loc în capitala Letoniei, Riga. Un efort european a fost condus de celebrul explorator arctic Fridtjof Nansen prin intermediul Comitetului Internațional pentru Ajutorarea Rusiei (ICRR).
ARA lui Hoover distribuia deja ajutoare alimentare în toată Europa din 1914. După ce germanii au invadat Belgia în 1914, Hoover a înființat Comitetul de Ajutorare a Belgiei pentru a atenua devastările și foametea care au urmat. Pe măsură ce Primul Război Mondial s-a extins, ARA s-a extins, iar apoi a început să activeze în nordul Franței și a asistat Franța și Germania din 1914 până în 1919. În 1920 și 1921, a oferit o masă pe zi pentru 3,2 milioane de copii din Finlanda, Estonia, diverse regiuni rusești, Letonia, Lituania, Polonia, Ucraina, Cehoslovacia, Austria, Ungaria și Armenia. Când și-a început operațiunea de hrănire de urgență în Rusia, plănuia să hrănească aproximativ un milion de copii ruși pentru un an întreg. Mai târziu, au participat și alte organisme precum American Friends Service Committee⁠(d), British Friends’ War Victims Relief Committee și International Save the Children Union⁠(d), cu fondul britanic Salvați Copiii ca principal contribuitor. După cum scrie istoricul Douglas Smith⁠(d), ajutorul alimentar probabil că va ajuta „să salveze Rusia comunistă de la ruină”.
Statele Unite au fost prima țară care a răspuns, Hoover l-a numit pe colonelul William N. Haskell⁠(d) să conducă Administrația Americană de Ajutorare⁠(d) (ARA) din Rusia. În decurs de o lună, navele încărcate cu alimente s-au îndreptat spre Rusia. Principalul contribuitor la efortul internațional de ajutor avea să fie ARA, care a fost fondată și condusă de Hoover. Ea se angajase să ofere hrană pentru un milion de oameni, mai ales copii, dar în decurs de un an hrănea de peste 10 ori acest număr zilnic.
ARA a insistat asupra autonomiei în ceea ce privește modul în care hrana va fi distribuită și a declarat cerința ca hrana să fie oferită fără a ține cont de „rasă, credință sau statut social”, o condiție care a fost menționată în secțiunea 25 a acordului de la Riga. Purtătorii de cuvant americani au declarat ca ar dori să se construiască și spații de depozitare în Rusia, după cum scria jurnalistul Charles Bartlett⁠(d), și că se așteaptă sa aiba acces deplin la acestea pentru a se asigura ca alimentele sunt distribuite corect.
Hoover a cerut Rusiei și să folosească o parte din rezervele sale de aur pentru a acoperi costul efortului de ajutorare. El a asigurat 18 milioane de dolari de la guvernul rus, 20 de milioane de dolari de la Congresul SUA, 8 milioane de dolari de la armata SUA și bani suplimentari de la organizațiile caritabile din SUA pentru a ajunge la un total de aproximativ 78 de milioane de dolari din toate aceste surse. După semnarea în sfârșit a unui acord la Riga, SUA și-au înființat prima bucătărie la Petrograd, unde 1,6 milioane de oameni muriseră deja de foame.
De aproape doi ani, abia două sute de americani, pe o linie mult mai lungă decât frontul de vest, duc o luptă cu un dușman mai nemilos decât orice au avut în față armatele aliate. De la Marea Baltică la cea Caspică, din Crimeea până în Urali, ei au învins foametea, au salvat mai multe vieți decât s-au pierdut în Războiul Mondial, au vindecat un popor suferind de bolile care amenințau să măture întreaga Europă, au câștigat binecuvântarea unei națiuni mari, dar la ananghie, au dus la bun sfârșit cea mai mare aventură de omenie a lumii!
Peste 10 milioane de oameni au fost hrăniți zilnic, cea mai mare parte a alimentelor provenind de la ARA, care a furnizat peste 768 de milioane de tone de făină, cereale, orez, fasole, carne de porc, lapte și zahăr, cu o valoare de peste 98 de milioane de dolari. Pentru a transporta și distribui alimentele după ce au fost colectate în SUA, ARA a folosit 237 de nave, sub conducerea a 200 de americani și cu ajutorul a 125.000 de ruși la fața locului pentru descărcarea, depozitarea, transportul, cântărirea, gătitul și servirea alimentelor în peste 21.000 de bucătării noi.
Chiar și după ce mâncarea a ajuns la oamenii nevoiași, colonelul Haskell l-a informat pe Hoover despre un nou pericol neașteptat. El a explicat că nu există disponibil combustibil pentru încălzire sau gătit și milioane de țărani ruși aveau îmbrăcăminte formată în mare parte din cârpe, ceea ce avea să ducă la moarte sigură din cauza expunerii la frig în timpul iernii care se apropia.
Copiii aflați în risc erau cei din orfelinate și alte instituții, deoarece aveau de obicei o singură haină, adesea făcută din saci de făină, și le lipseau pantofi, ciorapi, lenjerie de corp sau orice altă îmbrăcăminte pentru a se încălzi. De asemenea, în pericol erau și copiii care locuiau acasă cu părinții lor, cărora le lipsea și lor îmbrăcămintea suficientă, ceea ce îi făcea să nu poată ajunge în bucătăriile americane de ajutorare. Haskell i-a transmis lui Hoover că cel puțin un milion de copii aveau nevoie extremă de haine. Hoover a inițiat rapid un plan de colectare și trimitere de pachete de îmbrăcăminte în Rusia, care urmau să provină din donații ale persoanelor fizice, companiilor și băncilor.

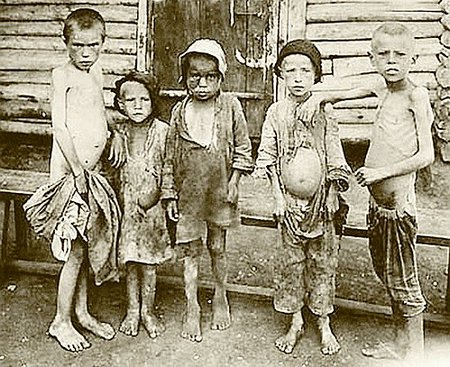
Copii înfometați în 1922

Nevoile medicale erau și ele primordiale. După cum a remarcat Dr. Henry Beeuwkes, șeful Diviziei Medicale din Rusia, asistența americană aproviziona peste 16.000 de spitale, care tratau mai mult de un milion de persoane zilnic. Deoarece acele instituții erau împrăștiate în zone cu puține căi ferate și adesea cu drumuri proaste, cu unele spitale la o mie de kilometri de principala bază de aprovizionare din Moscova, sarcina a fost una monumentală. Dr. Louis L. Shapiro, un colonel de armată care a fost unul dintre directorii medicali ai ARA în Rusia, și-a amintit că sudul Rusiei⁠(d) avea puțin mai mult decât „străzi înnămolite drept drumuri, pe stepe nemărginite”. Într-o călătorie, în care lipseau cele necesare mașinii sau benzină obișnuită, a condus 150 de mile cu cauciucuri fără camere, umplute în schimb cu paie. „După ce au fost înființate bucătăriile noastre și clinicile au putut să distribuie rechizite medicale”, a spus Shapiro, „copiii care până atunci lut amestecat cu piele răzuită, s-au întremat destul de rapid”.
Potrivit doctorului Beeuwkes, totul era insuficient, inclusiv paturi, pături, cearșafuri și majoritatea instrumentelor medicale și medicamentelor. Operațiile se efectuau în săli de operație neîncălzite, fără anestezice și adesea cu mâinile goale. Rănile erau pansate cu ziare sau cârpe. Sursele de apă erau poluate, o mare parte din instalațiile sanitare fiind inutilizabile.
Pentru a ameliora uriașa urgență medicală, ARA a distribuit materiale medicale, care au inclus peste 2.000 de necesități, de la medicamente la instrumente chirurgicale. Au fost 125.000 de pachete medicale, cu o greutate de 7 milioane de kilograme, trimise pe 69 de nave. Potrivit dr. Shapiro, când ARA a părăsit Rusia în 1923, după doi ani de eforturi de ajutorare, „rușii fuseseră scoși din mlaștina foametei și a morții. Pot spune fără să mă laud că nicio organizație de ajutor nu a lucrat vreodată atât de mult pentru -a-și duce sarcina la bun sfârșit.”
În mai 1922, Lev Kamenev, președintele Sovietului de la Moscova și vicepreședintele tuturor comitetelor ruse de ameliorare a foametei, i-a scris o scrisoare lui Haskell prin care îi mulțumește lui și ARA pentru ajutor și, de asemenea, aduce un omagiu poporului american.
„Guvernul poporului rus nu va uita niciodată generosul ajutor care i s-a dat în teribila calamitate și la pericolul în care s-a aflat.... Doresc să-mi exprim, în numele guvernului sovietic, satisfacția și mulțumirile adresate Administrației Americane de Ajutorare, prin persoana dumneavoastră, pentru substanțialul sprijin pe care îl oferă populației lovite de calamitate din zona Volgăi.”
Până în vara anului 1923, s-a estimat că ajutorul acordat de SUA Rusiei se ridica la peste dublul ajutorului total acordat de toate celelalte organizații străine combinate. Agențiile europene coordonate de ICRR au hrănit și ele două milioane de oameni pe zi, în timp ce Uniunea Internațională Salvați Copiii a hrănit până la 375.000. Operațiunea a fost una periculoasă, deoarece mai mulți voluntari au murit de holeră și nu a fost ferită de critici, inclusiv din partea ziarului Daily Express din Londra, care a negat mai întâi severitatea foametei și apoi a susținut că banii ar fi mai bine cheltuiți în Regatul Unit.

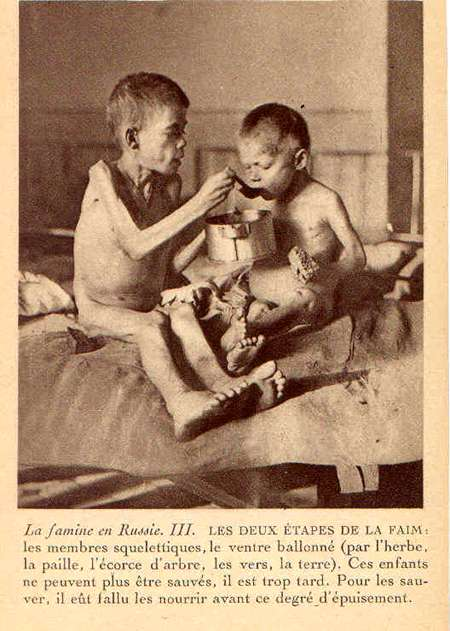
Fotografiile lui Nansen pe cărți poștale au fost menite să crească gradul de conștientizare al foametei.

De-a lungul anilor 1922 și 1923, deoarece foametea era încă răspândită și ARA încă furniza provizii de ajutorare, guvernul sovietic a exportat cereale pentru a strânge fonduri pentru revigorarea industriei, ceea ce a pus în serios în pericol sprijinul occidental pentru ajutor. Noul guvern sovietic a insistat că, dacă AYA suspendă ajutorul, ARA trebuia să le acorde un împrumut extern de aproximativ 10.000.000 de dolari la nivelul anului 1923; ARA nu a reușit să facă acest lucru și a continuat să livreze alimente mai multe decât cerealele vândute în străinătate de Rusia Sovietică.
| Contribuția SUA la efortul rusesc de ameliorare a foametei |                  |
| ---------------------------------------------------------- | ---------------- |
| Copii hrăniți zilnic                                       | 4.173.339        |
| Adulți hrăniți zilnic                                      | 6.317.958        |
| Număr maxim de oameni hrăniți zilnic                       | 10.491.297       |
| Numărul de mese servite                                    | 1.750.000.000    |
| Numărul de bucătării separate deschise                     | 21.435           |
| Oameni îmbrăcați                                           | 333.125          |
| Valoarea consumabilelor medicale                           | 7.685.000 dolari |
| Spitale dotate cu provizii                                 | 16.400           |
| Numărul de vaccinări date                                  | 6.396.598        |
| Numărul de pesoane vaccinate                               | 1.304.401        |
| Tone de mâncare oferite                                    | 912.121          |
| Tone de rechizite medicale furnizate                       | 7.500            |
| Numărul de nave americane utilizate                        | 237              |

## Bilanțul morților
Ca și în cazul altor foamete pe scară largă, intervalul de estimări este considerabil. O publicație oficială sovietică de la începutul anilor 1920 a concluzionat că aproximativ cinci milioane de decese au avut loc în 1921 din cauza foametei și a bolilor asociate, număr care este de obicei citat în manuale. Cifrele mai rezervate se ridică la mai puțin de un milion, iar o altă evaluare, bazată pe divizia medicală a ARA, vorbește de două milioane. Pe cealaltă parte a scalei, unele sursele vorbesc despre zece milioane de morți. Potrivit lui Bertrand M. Patenaude, „un asemenea număr nu pare extravagant după numeroasele zeci de milioane de victime ale războiului, foametei și terorii din secolul al XX-lea”.

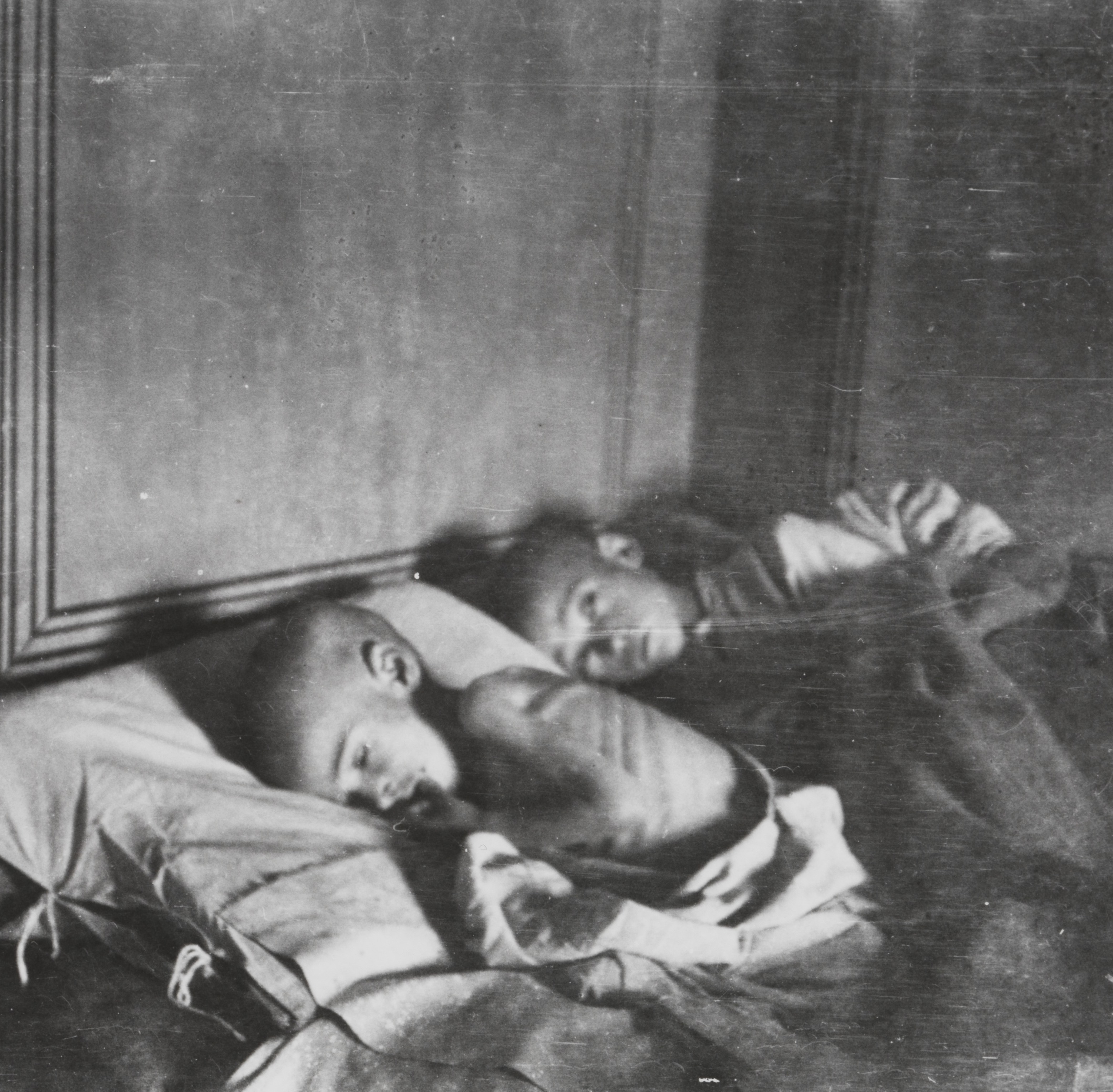
Călătoria lui Fridtjof Nansen în regiunile afectate de foamete din Rusia, 1921
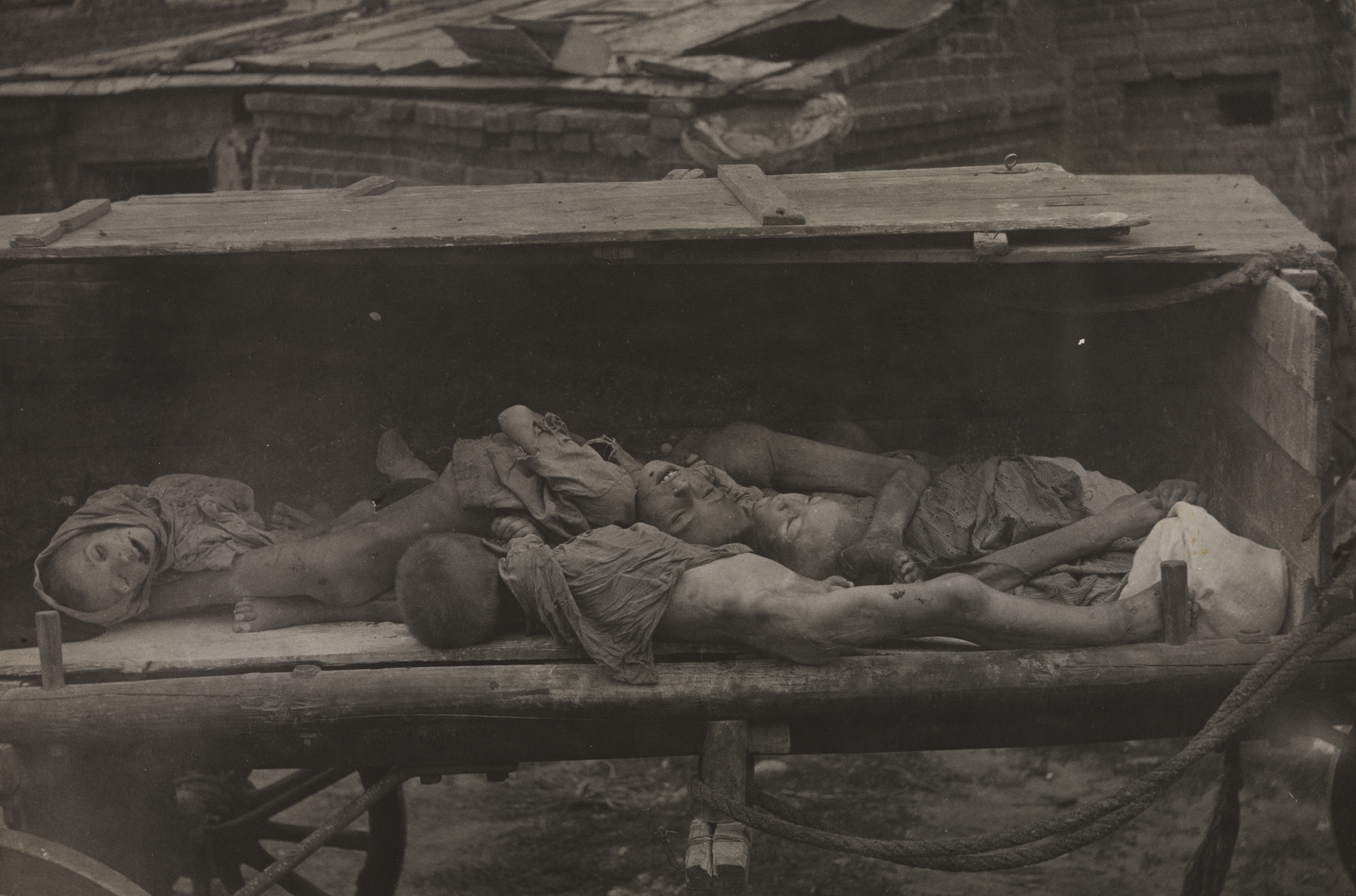
Cadavre de copii colectate într-un vagon în Samara, 1921
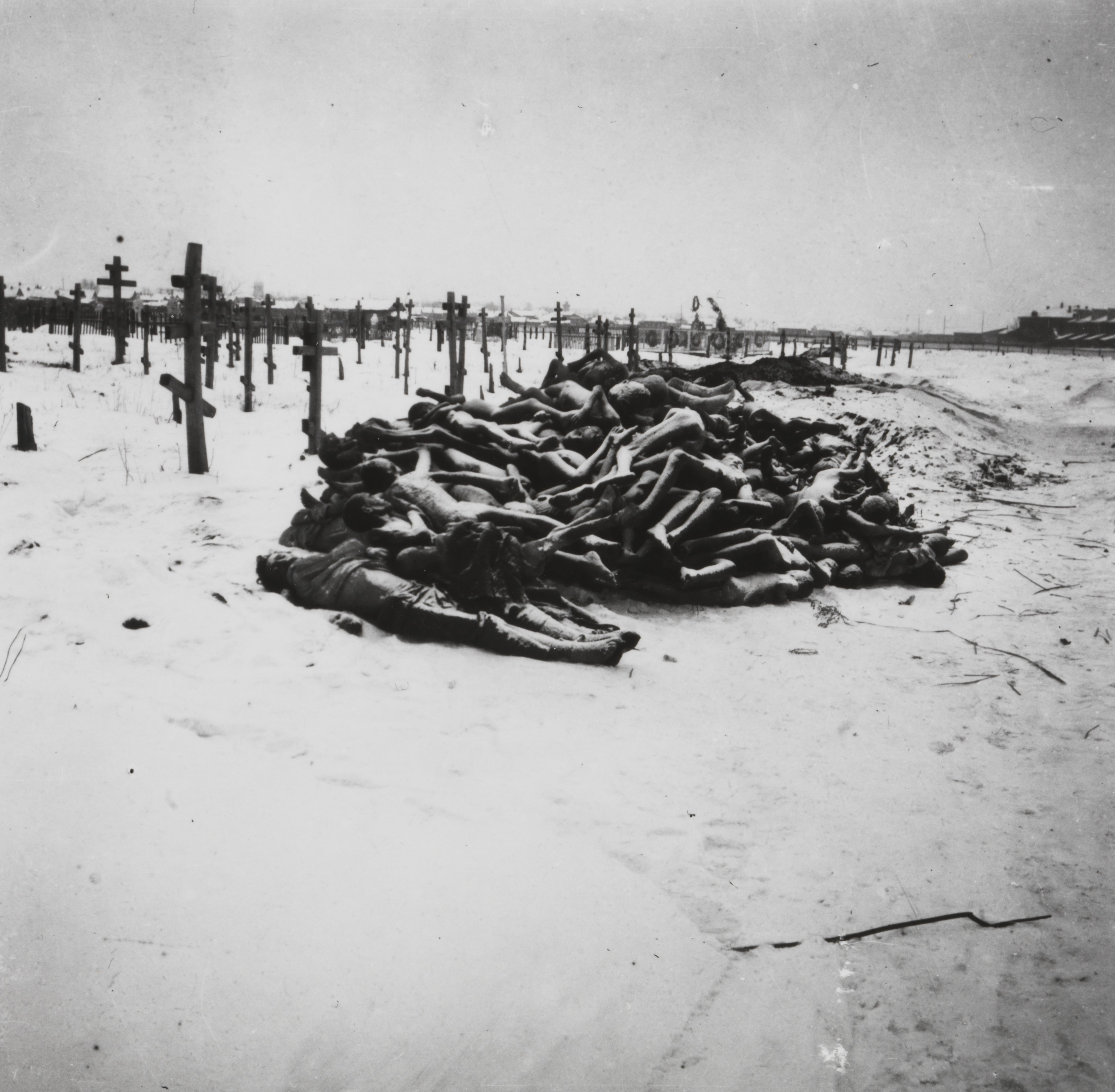
Victime ale foametei din Buzuluk, lângă Samara
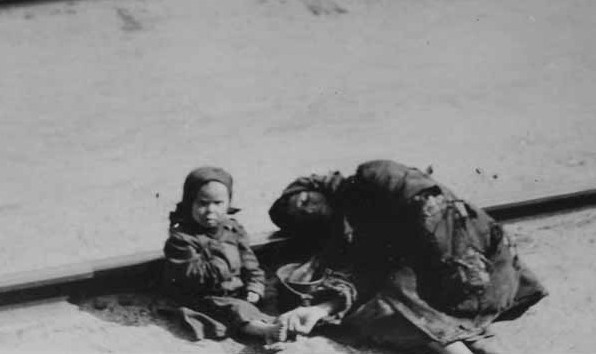
Victimele foametei rusești, 1922
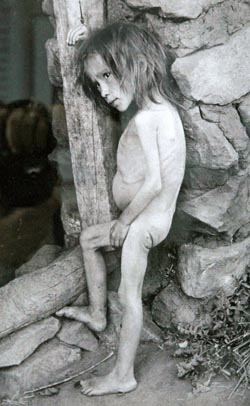
Rusoaică înfometată în Buguruslan, 1921
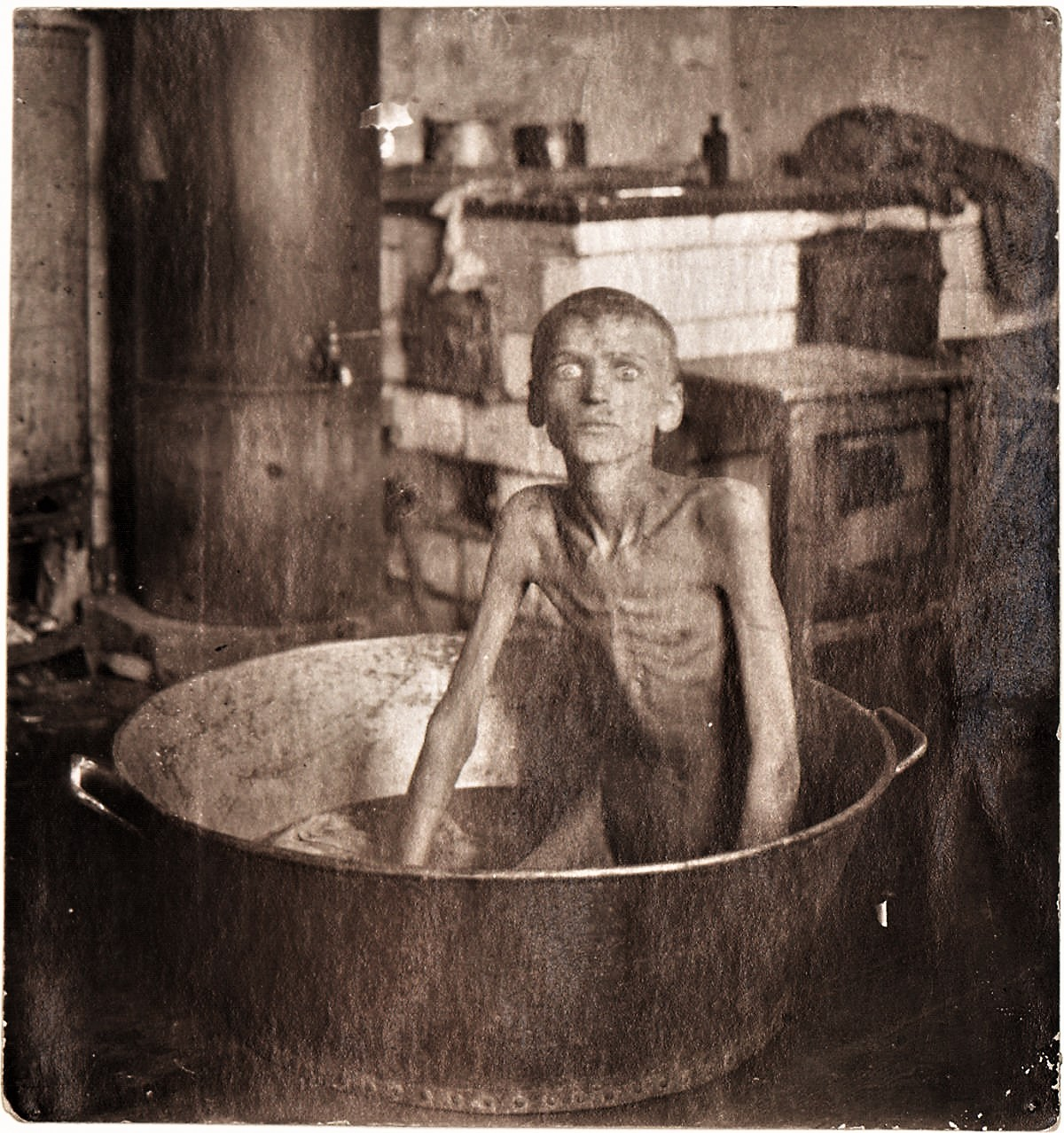
Un băiat înfometat din satul Blagoveșcenka (Zaporijjia, Ucraina), care în timpul foametei din 1921–1922 și-a ucis fratele de trei ani și la mâncat
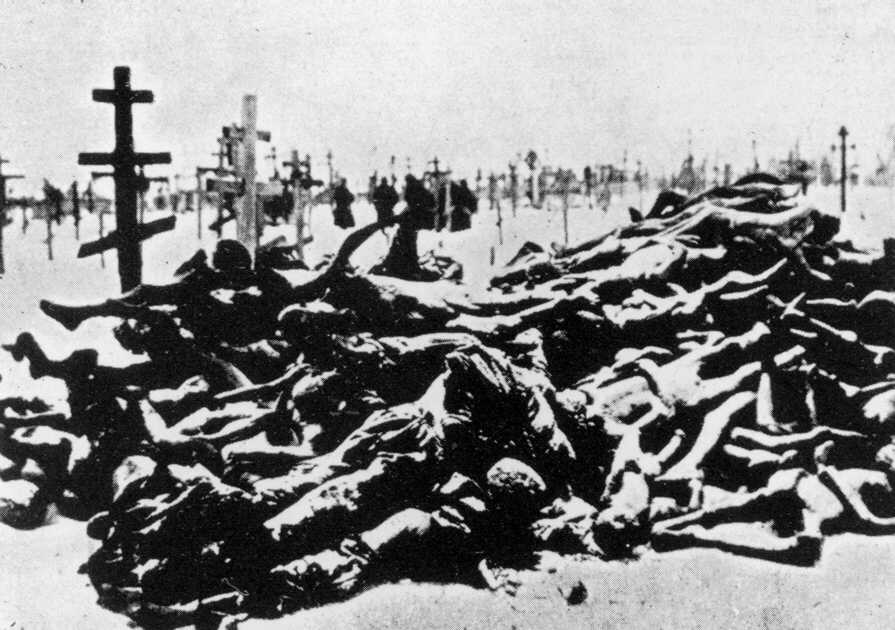
Victime ale foametei din 1921 în timpul Războiului Civil Rus

## Utilizări politice
Foametea a venit la sfârșitul a șase ani și jumătate de frământări și violențe (Primul Război Mondial, cele două revoluții din 1917 și Războiul Civil). Multe facțiuni politice și militare au fost implicate în evenimente, iar cele mai multe dintre ele au fost acuzate de inamicii lor că au contribuit la foamete sau chiar sun în întregime responsabile pentru ea.
Bolșevicii au început o campanie de confiscare a proprietăților bisericii⁠(d) în 1922. În acel an, au fost confiscate peste 4,5 milioane de ruble de aur. Dintre acestea, un milion de ruble de aur au fost cheltuite pentru ameliorarea foametei. Într-o scrisoare secretă din 19 martie 1922 către Biroul Politic, Lenin și-a exprimat intenția de a confisca câteva sute de milioane de ruble de aur pentru ameliorarea foametei.
În scrisoarea secretă a lui Lenin către Biroul Politic, el arată că foametea aduce o oportunitate împotriva bisericii. Richard Pipes⁠(d) a afirmat că foametea a fost folosită din punct de vedere politic ca scuză pentru conducerea bolșevică pentru a persecuta Biserica Ortodoxă, care exercita o importantă influență asupra unei mari părți a țărănimii.
Emigranții albi⁠(d) ruși anti-bolșevici din Londra, Paris și din alte părți s-au folosit și ei de foamete ca oportunitate mediatică pentru a evidenția nelegiuirile regimului sovietic și pentru a împiedica comerțul cu guvernul bolșevic și recunoașterea oficială a acestuia.

## Filmul documentar rusesc din 2022
Pe 24 septembrie 2022, la cinematograful Oktyabr⁠(d) din Moscova, a avut premiera filmul documentar rusesc Foametea⁠(d) (în rusă Голод), care descrie foametea în masă din regiunea Volga, Ucraina, Urali, regiunile Bașkiria, Samara și Celeabinsk, Kazahstan și Siberia de Vest, care a afectat peste 35 de regiuni ale Rusiei Sovietice la începutul anilor 1920 și o populație totală de aproximativ 90 de milioane de oameni. Filmul a fost regizat de Tatiana Sorokina⁠(d), cu scenariul de Aleksandr Arhanghelski⁠(d) și Maxim Kournikov⁠(d) oferind inspirația din spatele creării filmului.  Pe 30 octombrie 2022, Foametea a fost prezentat pentru prima dată la un cinematograf public din Ekaterinburg. În noiembrie 2022, Ministerul Culturii din Rusia a interzis distribuirea lui în Rusia. În decembrie 2022, Foametea a primit premiul jurnalistic lunar de la Redkollegia⁠(d) și, în aprilie 2023, a primit Premiul Publicului și o diplomă de mențiune specială a juriului la Artdocfest⁠(d) 2023.